# Route nationale 119
Pour les articles homonymes, voir Route nationale 119 (homonymie).
La route nationale 119, ou RN 119, est une ancienne route nationale française ayant connu deux itinéraires différents.
Le premier tracé reliait Carcassonne à Lescure (La Baure). À la suite de la réforme de 1972, il a été déclassé RD 119 dans les départements de l'Aude et de l'Ariège.
Le numéro 119 a depuis été utilisé pour une voie rapide située à Clermont-Ferrand, correspondant à une partie de l'avenue Fernand-Forest. Cette route est déclassée à la suite de la réforme de 2005 et est intégrée à la route départementale 69 (actuellement route métropolitaine).

## Tracés

### Premier tracé: de Carcassonne à la Baure
Les principales communes traversées étaient :
- Carcassonne (km 0)
- Montréal (km 16)
- Fanjeaux (km 27)
- Mirepoix (km 45)
- Besset (km 49)
- Coutens (km 51)
- La Guinguette, commune de Rieucros (km 56)
- Pamiers (km 69)
- Escosse (km 80)
- Pailhès (km 91)
- Sabarat (km 99
- Le Mas-d'Azil (km 106)
- Grotte du Mas-d'Azil
- Clermont (km 112)
- La Baure, commune de Lescure (km 120)

### Deuxième tracé: à Clermont-Ferrand
- Avenue Fernand-Forest